# Daniele Capezzone
Daniele Capezzone (Roma, 8 settembre 1972) è un giornalista, saggista, opinionista e politico italiano, ex segretario di Radicali italiani poi portavoce della prima Forza Italia e de Il Popolo della Libertà. Dal 7 settembre 2023 è direttore editoriale del quotidiano Libero.
In precedenza fu segretario dei Radicali Italiani (2001-2006) e deputato nella XV legislatura (2006-2008) per la componente radicale della Rosa nel Pugno.

## Biografia
Figlio di Felice Capezzone e Anna Gambini, frequenta il liceo classico presso il Collegio San Giuseppe, tenuto dai fratelli delle scuole cristiane, dove si diploma nel 1990. Si iscrive poi alla facoltà di giurisprudenza presso l'Università LUISS Guido Carli di Roma, che però abbandona nel 1997 dopo essere entrato in politica. In gioventù svolge il servizio civile a Roma presso Legambiente.

## Attività politica

### Partito Radicale
Nel 1993 prende la tessera del Partito Radicale, mentre il 1º gennaio 1998 partecipa alla sua prima manifestazione organizzata dai radicali, dove conosce lo storico leader Marco Pannella. Inizia a frequentare assiduamente la sede di partito, diventando responsabile per l'informazione dei radicali. Il 15 luglio 2001 viene eletto segretario del neo-costituito movimento dei Radicali Italiani.
Fra il 2002 e il 2004 Capezzone intraprende assieme a Pannella, Rita Bernardini e Sergio D'Elia vari scioperi della fame per sollecitare l'approvazione di un provvedimento che risolva la situazione di sovraffollamento carcerario. Fra il 2004 e il 2005 si spende in prima persona per i referendum parzialmente abrogativi della legge 40/2004 in tema di procreazione medicalmente assistita. Nel luglio 2004 insieme a Bernardini pone in atto un altro sciopero della fame per ottenere che si aprisse un contraddittorio pubblico sulle reti Rai.

### Deputato per la Rosa nel Pugno

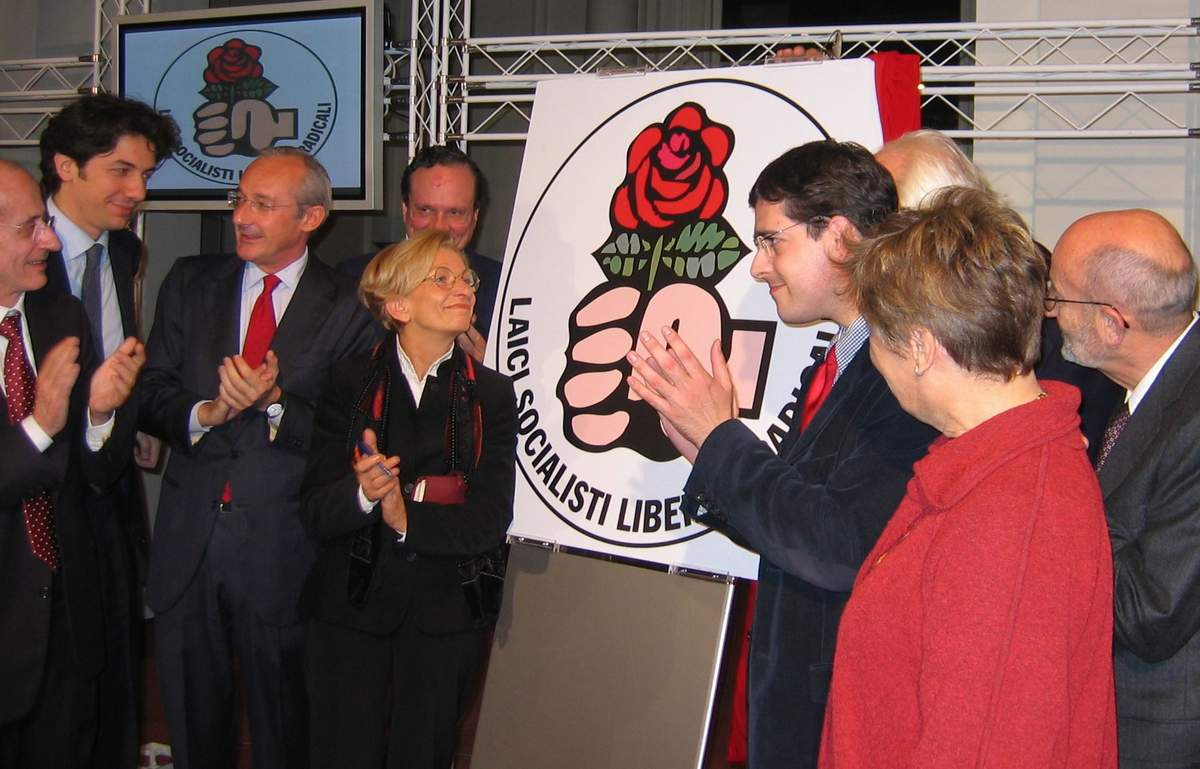
Capezzone con Emma Bonino alla fondazione della lista elettorale Rosa nel Pugno nel 2005.

Nel novembre 2005 viene rieletto per la quarta volta segretario dei Radicali Italiani e gestisce, per parte radicale, la collaborazione con i Socialisti Democratici Italiani per la costituzione della Rosa nel Pugno, nuovo soggetto politico di area liberalsocialista. Candidatosi alle Politiche 2006 nella coalizione di centro-sinistra de L'Unione, Capezzone viene eletto nelle file della RnP alla Camera dei deputati nella circoscrizione elettorale Sicilia I. Il 6 giugno 2006 viene eletto presidente della X Commissione Permanente - Attività Produttive, Commercio e Turismo, carica che ricoprirà fino al 7 novembre 2007; è stato il primo parlamentare radicale ad assumere la carica di presidente di una Commissione parlamentare.
All'interno della Rosa nel Pugno, Capezzone si differenzia progressivamente dalle posizioni di Pannella, cercando di spostare l'attenzione del soggetto dai diritti civili alle libertà economiche. Pannella gli rimprovera di agire per la propria visibilità personale e di tenere un atteggiamento troppo critico nei confronti del governo Prodi II cui il partito prende parte. Capezzone non si ricandida a segretario di Radicali Italiani e gli succede Rita Bernardini; il Congresso del partito adotta una mozione Capezzone-Bernardini che impegna i Radicali Italiani a sollecitare il Governo Prodi II a intraprendere le auspicate riforme economico-sociali e per i diritti civili.
Tra i vari progetti di legge di cui è primo firmatario o co-firmatario, risaltano il provvedimento per la concessione di amnistia e indulto (successivamente è stato approvato il solo indulto) e per il progetto di legge "Sette giorni per aprire un'impresa", volta a snellire le pratiche burocratiche necessarie per l'inizio di un'attività imprenditoriale. Il 25 gennaio 2007 Capezzone avvia uno sciopero della fame per sollecitare gli organi competenti a pronunciarsi in merito ai ricorsi sull'attribuzione di otto seggi contestati al Senato della Repubblica. Lo sciopero, proseguito ininterrottamente per quaranta giorni e a cui hanno progressivamente aderito centinaia di persone, è stato sospeso il 7 marzo 2007, a seguito della decisione della giunta per le elezioni del Senato di procrastinare ulteriormente la soluzione della vicenda.
In seguito alla crisi del Governo Prodi II e al rinvio del governo stesso alle Camere per i relativi voti di fiducia, il 25 febbraio 2007 Capezzone annuncia la sua astensione, contestando l'operato de L'Unione e aggiungendo che «solo la grande stima umana e politica che ho per Emma Bonino come membro del governo, fa sì che io non mi spinga oltre». Successivamente alla sua fuoriuscita dai Radicali Italiani, il 7 novembre 2007 Capezzone si dimette da Presidente della X Commissione permanente della Camera e comunica di lasciare contestualmente il gruppo parlamentare della Rosa nel Pugno per aderire al Gruppo misto.

### I volenterosieDecidere.net
Nell'autunno 2006 Capezzone, assieme a vari altri parlamentari (Bruno Tabacci, Nicola Rossi, Paolo Messa e Antonio Polito) organizza la "Tavola dei volenterosi", un network parlamentare trasversale per l'innovazione e le riforme economiche e sociali. Il Manifesto dei Volenterosi, lanciato assieme a diversi intellettuali (Francesco Giavazzi, Alberto Alesina, Franco Debenedetti, Giuliano da Empoli) presenta un appello per la modernizzazione del paese sulla base dei principi di merito e concorrenza. Inoltre Capezzone diventa membro del Comitato promotore per i referendum parzialmente abrogativi sulla legge elettorale vigente. Infine a febbraio 2007 Capezzone annuncia l'astensione sul voto di fiducia al Governo Prodi II.
Le tre mosse politiche mettono Capezzone in rotta con le posizioni di Radicali Italiani Tra maggio e giugno 2007, a seguito di uno scontro con Pannella, Capezzone non partecipa al Comitato Nazionale dei Radicali Italiani e annuncia la costituzione del suo network liberale. La sua partecipazione ai programmi di Radio Radicale viene sospesa. Nell'estate 2007 Capezzone presenta il network "liberale e liberista" Decidere.net, che organizza per il 15 settembre 2007 una manifestazione sulla riforma delle pensioni a Roma e due settimane dopo un convegno sulle tasse a Milano. Resteranno le uniche vere iniziative legate al network prima della sua dismissione. A novembre Capezzone si dichiara interessato a mettere a disposizione gli obiettivi liberali del network Decidere.net nel futuro progetto de Il Popolo della Libertà.

### Portavoce di Forza Italia e del PdL
Il 9 febbraio 2008 Capezzone annuncia la sua adesione a Forza Italia, motivandola con l'opposizione alla politica fiscale del governo Prodi II. Non ricandidato alle elezioni politiche del 2008, il 12 maggio 2008 Capezzone diviene nuovo portavoce del partito e, con la confluenza di questo ne Il Popolo della Libertà, il 9 aprile 2009 viene nominato portavoce del PdL. Prima di ricoprire il ruolo di portavoce di Forza Italia e PdL, Capezzone aveva più volte manifestato considerazioni aspramente critiche nei confronti di Silvio Berlusconi, del Popolo della Libertà e del Vaticano, arrivando a chiedere l'abolizione dei Patti Lateranensi e dell'otto per mille alla Chiesa cattolica. Nell'estate 2010, durante il più aspro scontro tra Berlusconi e Fini, cofondatori del PdL, si schiera dalla parte del Presidente del Consiglio e critica duramente le scelte politiche del Presidente della Camera.
Alle elezioni politiche del 2013 viene eletto deputato per il PdL.

### Adesione alla rinata Forza Italia e al partito di Fitto
Il 16 novembre 2013, con la sospensione delle attività del Popolo della Libertà, aderisce alla nuova Forza Italia, nonostante alcuni presunti dissapori con Berlusconi stesso.
Nel 2015 abbandona Forza Italia per aderire al partito di ispirazione liberal-conservatrice e liberista Conservatori e Riformisti, fondato da Raffaele Fitto, poi confluito in Direzione Italia nel 2017. 
Alla vigilia delle elezioni politiche del 2018 sceglie di non ricandidarsi in Parlamento.

## Procedimenti giudiziari
Il 12 febbraio 2010 viene condannato in via definitiva dalla corte suprema di cassazione per diffamazione a mezzo stampa. La Suprema Corte ha respinto il ricorso di Capezzone per una vicenda risalente al novembre 2002, quando era segretario dei Radicali Italiani. Attraverso una dichiarazione stampa riportata sul sito radicale, questi si era rivolto indirettamente a Carlo Lasperanza, PM nel processo sull'omicidio della studentessa romana Marta Russo, parlando di «comportamenti letteralmente teppistici di alcuni magistrati» e di "testimoni minacciati". Capezzone intervenne spesso in difesa di Giovanni Scattone e Salvatore Ferraro, assumendo quest'ultimo come consulente quando era deputato e Presidente di Commissione. Secondo la Cassazione, pur essendo il diritto di critica, anche "aspro", una forma legittima di dissenso, Capezzone utilizzando i termini "teppismo" e "minaccia", «lesivi dell'onorabilità» professionale del magistrato, sarebbe andato oltre, senza esercitare solo «una legittima critica al difetto di garantismo emerso dalle indagini».

## Attività editoriale e televisiva

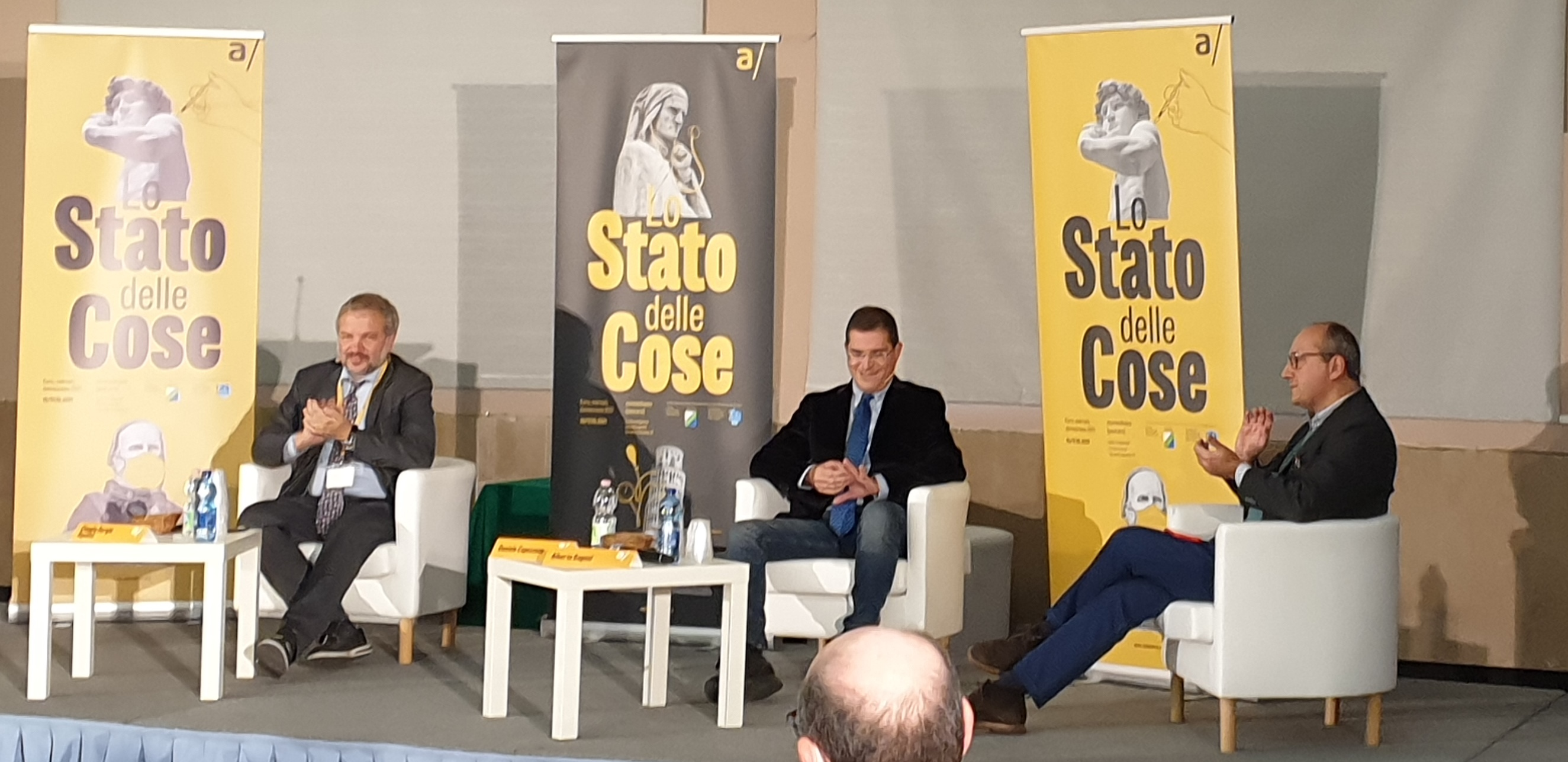
Capezzone con Alberto Bagnai e Claudio Borghi al convegno "Euro, Mercati, Democrazia" il 17 ottobre 2021 a Montesilvano (PE).

Dall'estate 2001 fino a giugno 2007 ha curato, per Radio Radicale, la puntata domenicale della rassegna stampa Stampa e regime, oltre a vari spazi di approfondimento e di "Filo diretto" (intervista-conversazione) con gli ascoltatori. Ha spesso collaborato con vari giornali quindi ha firmato editoriali per testate giornalistiche italiane ed estere (fra cui Libero ed il The Washington Times). Nel 2003 ha pubblicato il suo primo libro, Uno shock radicale per il XXI secolo. Capezzone presenta i contenuti del libro presso l'American Enterprise Institute di Washington nel marzo 2004. Nel 2004 pubblica il suo secondo libro, Euroghost - Un fantasma s'aggira per l'Europa: l'Europa.
È apparso nelle vesti di commentatore satirico a Markette (trasmissione televisiva condotta da Piero Chiambretti su LA7) dal 2004 al 2007. Ha contribuito ad accrescere la sua notorietà la caricatura-imitazione di Neri Marcorè a SuperCiro, andata in onda su Italia 1 nel novembre 2004, e riproposta quattro anni dopo nella trasmissione Parla con me, in onda su Rai 3.
Nel 2006 ha condotto insieme al giornalista-blogger Mario Adinolfi 70in2, un talk-show di attualità politica dedicato alla generazione dei trentenni cresciuti negli anni ottanta. Il programma è andato in onda sulla radio locale romana Radio Città Futura. Nel 2007 ha tenuto la rubrica De Minimis su Nessuno TV nonché all'interno del programma di Rai 2 Confronti, è poi ospite fisso del talk-show calcistico Il processo di Biscardi e cura la rassegna stampa della domenica su Radio 24. Inoltre dal 20 dicembre 2007 al 15 giugno 2010 ha avuto la direzione politica dell'agenzia di stampa Il Velino. Nell'ottobre 2017 ha pubblicato il libro Brexit. La sfida, assieme a Federico Punzi, sulla riflessione dell'uscita della Gran Bretagna dall'UE. Il 26 gennaio 2018 è stato tra i fondatori, con l'aiuto dell'editore Francesco Giubilei, della rivista trimestrale Atlantico, di cui è co-direttore. Nello stesso periodo viene coinvolto dal quotidiano La Verità in qualità di editorialista e commentatore della rassegna stampa giornaliera del quotidiano (La verità alle sette), fino alla fine di giugno 2023 in cui Capezzone annuncia la fine della sua collaborazione. Dal 7 settembre 2023 è direttore editoriale del quotidiano Libero.
Dal 27 settembre 2021 al 18 febbraio 2022 è stato tra i conduttori del talk show pomeridiano di Radio Globo “Torre di Controllo” in onda sull’emittente capitolina dal lunedì al venerdì dalle 18:00 alle 20:00, con Andrea Torre, Giovanni Lucifora e Alberto Gottardo.
Da qualche anno è opinionista politico per alcuni talk show di Mediaset come Quarta Repubblica, Stasera Italia, Mattino 5, 4 di sera, Zona bianca, Fuori dal coro, Dritto e rovescio e il Tg4 oltreché in radio su RTL 102.5, Radio Radio e La zanzara di Radio 24.

## Vita privata

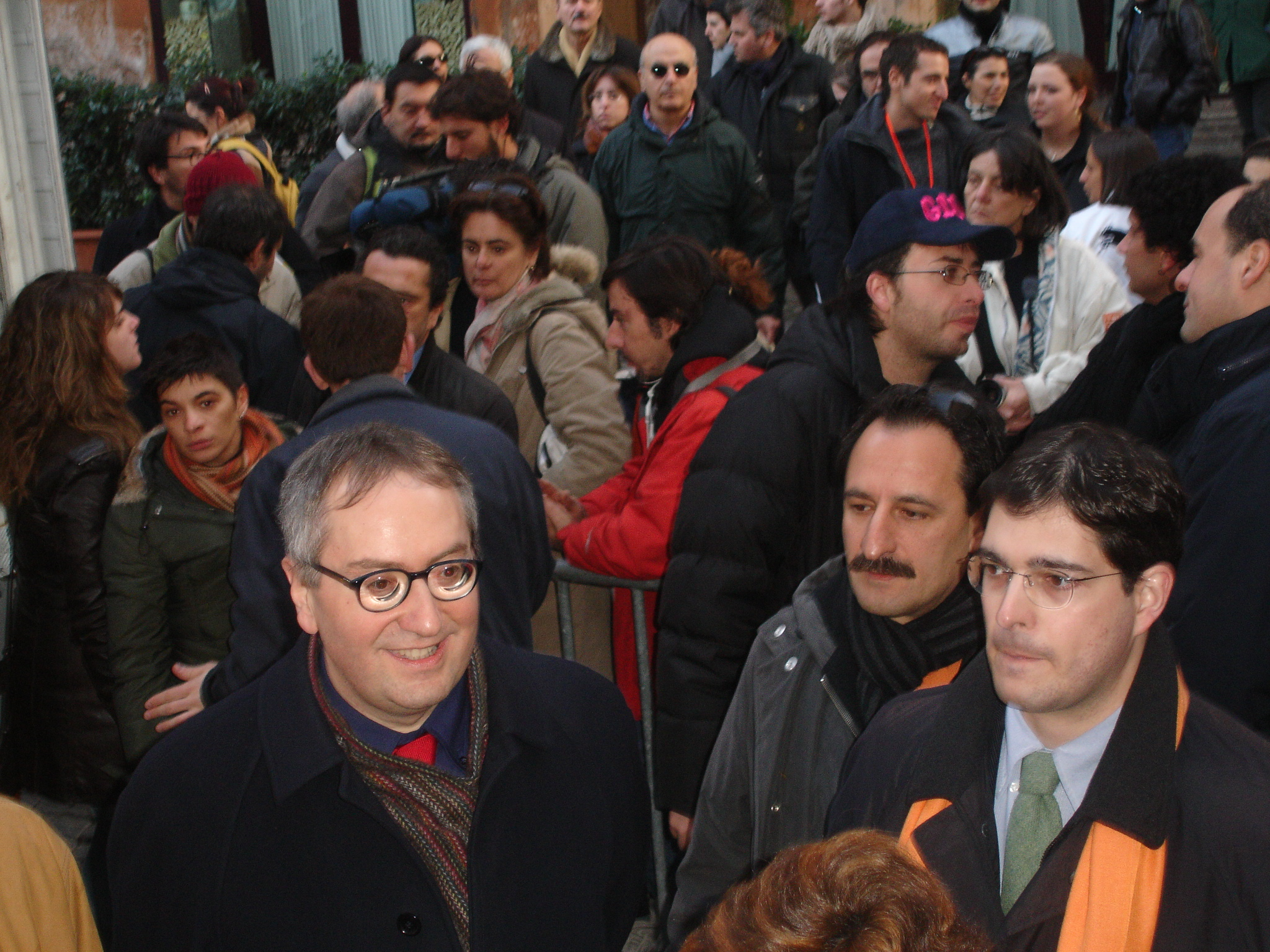
Capezzone con Franco Grillini alla manifestazione per le unioni civili "Tutti in Pacs" a Roma il 14 gennaio 2006.

Nel 2006, secondo un'intervista ad Eva 3000 ripresa dal Corriere della Sera, Capezzone avrebbe affermato di essere bisessuale, cosa che lo stesso politico, in una successiva intervista a Libero, ha definito «una tempesta in un bicchier d'acqua», aggiungendo che «le mie relazioni sono affar mio». Questa posizione è stata ribadita nel 2010 in un'ulteriore polemica sulla sua presunta bisessualità, in cui ha riaffermato che questi argomenti «sono questioni private».

## Opere
- Daniele Capezzone e Michele Ainis (a cura di), Tornare alla Costituzione: atti provvisori del Convegno Tornare alla Costituzione: Roma, Sala del Refettorio di Palazzo San Macuto (Camera dei deputati), 6 e 7 dicembre 1999, Torino, G. Giappichelli, 2000, ISBN 88-348-9349-2.
- Uno shock radicale per il XXI secolo (PDF), Roma, Radicali Italiani, 2003, OCLC 1111075140. URL consultato il 10 giugno 2023.
- Euroghost: un fantasma s'aggira per l'Europa: l'Europa, Soveria Mannelli, Rubbettino, 2004, ISBN 88-498-0899-2.
- Democrazia istantanea: Velocità e decisione: quello che anche alla sinistra converrebbe imparare da Berlusconi, Soveria Mannelli, Rubbettino, 2004, ISBN 978-88-498-2418-6.
- Contro Assange, oltre Assange. Difendere le opportunità e la magia di Internet sia dalla censura che dall'assangismo e dalle derive collettiviste e illiberali, Milano, il Giornale, 2011.
- Daniele Capezzone e Federico Punzi, Brexit: la sfida: il ritorno delle nazioni e della questione tedesca, Roma, Giubilei Regnani, 2017, ISBN 978-88-98620-41-8, OCLC 1090189328.
- Likecrazia: lo show della politica in tempo di pace e di Coronavirus, Milano, Piemme, 2020, ISBN 978-88-566-7676-1.
- Per una nuova destra: antitasse, pro libertà, dalla parte dei dimenticati dalla sinistra, Milano, Piemme, 2021, ISBN 978-88-566-8235-9.
- Bomba a orologeria: l'autunno rovente della politica italiana, Milano, Piemme, 2022, ISBN 978-88-566-8748-4.
- E basta con sto fascismo, Piemme, 2023, ISBN 978-88-566-9213-6.
- Occidente Noi e Loro, Piemme, 2024